# Stora Barrsjön
Stora Barrsjön är en sjö i Marks kommun i Västergötland och ingår i Viskans huvudavrinningsområde. Sjön är 17 meter djup, har en yta på 0,222 kvadratkilometer och befinner sig 84,3 meter över havet.

## Delavrinningsområde
Stora Barrsjön ingår i det delavrinningsområde (638100-131257) som SMHI kallar för Namn saknas. Medelhöjden är 96 meter över havet och ytan är 15,35 kvadratkilometer. Räknas de 29 avrinningsområdena uppströms in blir den ackumulerade arean 690,08 kvadratkilometer. Avrinningsområdets utflöde Viskan mynnar i havet. Avrinningsområdet består mestadels av skog (67 %). Avrinningsområdet har 0,22 kvadratkilometer vattenytor vilket ger det en sjöprocent på 1,4 %. Bebyggelsen i området täcker en yta av 1,06 kvadratkilometer eller 7 % av avrinningsområdet.